# Ulli F. H. Rühl
Ulli F. H. Rühl bzw. Ulli F. Rühl (* 1954 in Braunfels) ist ein deutscher Rechtswissenschaftler und Professor für Verfassungsrecht, Staatstheorie und Rechtsphilosophie an der Universität Bremen.
Nach Studium und Promotion an der Universität in Gießen zum Thema Das Grundrecht auf Gewissensfreiheit im politischen Konflikt arbeitete er zunächst als Rechtsanwalt und dann für Dieter Grimm als Wissenschaftlicher Mitarbeiter am Bundesverfassungsgericht. 1997 folgte mit Tatsachen – Interpretationen – Wertungen zur Dogmatik des Grundrechts auf Meinungsäußerungsfreiheit seine Habilitation an der Universität Bielefeld.
Nach einer Vertretungsprofessur in Trier wurde er schließlich Professor an der Universität Bremen.
Zusammen mit Helmut Ridder und anderen ist er Herausgeber und Autor eines Kommentars zum Versammlungsgesetz.

## Veröffentlichungen (Auswahl)
- Rezension zu Ernst Fraenkel: Der Doppelstaat. EVA: Frankfurt am Main / Köln, 1974 (ISBN 3-434-20062-2). In: Demokratie und Recht. 1979, 108–110.
- Bemerkungen zu Ladeurs „Vorüberlegungen zu einer ökologischen Verfassungstheorie“. In: Demokratie und Recht. 1984, S. 297–306.
- Versammlungsrechtliche Maßnahmen gegen rechtsradikale Demonstrationen und Aufzüge. In: Neue Juristische Wochenschrift. 1995, S. 561–564.
- Das „Freie Mandat“. Elemente einer Interpretations- und Problemgeschichte. In: Der Staat. 2000, S. 23–48.
- Tatsachenbehauptungen und Wertungen. Versuch über den Sinn und die Kriterien ihrer Unterscheidung in der deutschen Rechtsprechung. In: Archiv für Presserecht. 2000, S. 17–23.
- Vom Nutzen der Philosophie für die Rechtswissenschaft. In: Hans Jörg Sandkühler (Hrsg.): Philosophie, wozu?. Suhrkamp, Frankfurt am Main 2008 (ISBN 978-3-518-29466-6), S. 269 ff.
- mit Michael Breitbach: Das Zensurverbot im Grundgesetz – eine verdrängte Freiheitsgarantie. In: Kritische Justiz. 1988, S. 206–213.